# Xenojulis
 Xenojulis és un gènere de peixos de la família dels làbrids i de l'ordre dels perciformes.

## Taxonomia
- Xenojulis margaritaceus (Macleay, 1883)[2][3][4][5]